# Posamični pravni akt
Posamični pravni akt je pravni akt, ki svoje naslovljence določa poimensko. Tj, pravi, da za Janez Kranjski dobi to in to pravico.
Nasprotno splošni pravni akt, npr. zakon ali uredba vlade, naslovljence opiše na splošno po njihovih bistvenih značilnostih; tj. pravi, da Vsi, starejši od 65 let dobijo to in to pravico. Na podlagi splošnega akta se potem izdajo posamični pravni akti za vsakega naslovljeca. Določene pravice je sicer mogoče koristiti neposredno na podlagi splošnega akta (npr. človekove pravice neposredno na podlagi ustave).
Konkretni pravni akti so
- upravne odločbe
- sodne odločbe - sodbe in sklepi
- in nasploh vse druge odločbe